# Hernâni Ferreira da Silva
Hernâni Ferreira da Silva, conosciuto semplicemente come Hernâni (Águeda, 1º novembre 1931 – 5 aprile 2001) è stato un calciatore portoghese, di ruolo centrocampista.

## Carriera

### Club
Trascorse l'intera carriera giocando nel campionato portoghese.

### Nazionale
Ha collezionato 28 presenze e 5 reti con la propria Nazionale.